# Physalaemus lisei
Espèce
Statut de conservation UICN

 LC  : Préoccupation mineure
Physalaemus lisei est une espèce d'amphibiens de la famille des Leptodactylidae.

## Répartition
Cette espèce est endémique du Brésil. Elle se rencontre jusqu'à 1 200 m d'altitude dans les États de Santa Catarina et de Rio Grande do Sul.

## Étymologie
Cette espèce est nommée en l'honneur d'Arno Antonio Lise.

## Publication originale
- Braun & Braun, 1977 : Nova espécie de Physalaemus do Estado do Rio Grande do Sul, Brazil (Anura, Leptodactylidae). Revista Brasileira de Biologia, Rio de Janeiro, vol. 37, no 4, p. 867-871.